# ドラえもん のび太とふしぎ風使い
- ドラえもん > 大長編ドラえもん > ドラえもん のび太とふしぎ風使い
- ドラえもん > ドラえもんの派生作品 > ドラえもん (1979年のテレビアニメ)  > ドラえもん映画作品 > ドラえもん のび太とふしぎ風使い

『ドラえもん のび太とふしぎ風使い』（ドラえもん のびたとふしぎかぜつかい）は、2003年3月8日に公開されたドラえもんの映画作品。および、岡田康則（藤子・F・不二雄プロ）によって漫画化され、『月刊コロコロコミック』2003年2月号から3月号に掲載された大長編ドラえもんシリーズの作品。映画シリーズ第24作、大長編シリーズ第23作（まんが版▷映画シリーズ6）。特集記事が『月刊コロコロコミック』2002年9月号から2003年4月号まで掲載された。
キャッチコピーは「風のドラえもん、はじまる。」。
同時上映は『Pa-Pa-Paザ★ムービー パーマン』。

## 概要
本作は、てんとう虫コミックス『ドラえもん』第6巻に収録される短編作品『台風のフー子』を原案としている。ただし原案としての引用はキーキャラクターであるフー子や、大まかなストーリープロットのみに留まっており、作品の舞台、設定などは完全なオリジナルとなっている。原作の短編作品を映画作品としてブラッシュアップし公開するという形式で作られた映画の一つ。
『ドラえもん のび太の大魔境』と同様に、物語の舞台は現代の地球上の秘境とされている（が、大魔境と異なり具体的な場所が明かされていない）。秘境のキャラクターたちの名称や服装などは、アジアのモンゴルやチベットあたりを秘境のモデルとしている。
『ドラえもん のび太と銀河超特急』以来、スネ夫が敵に体を乗っ取られ、一時的にドラえもんたちと敵対する。特に本作のスネ夫は登場当初からフー子をのび太から奪おうとしたりと、他のレギュラーキャラクターたちと異なる不穏な行動を取っており、悪の心から目を覚ました後も、村人たちから悪人と誤解され逆に悪役たちからは崇拝されるなど、終始扱いが特異である。
制作当時、のび太役の声優・小原乃梨子の長年飼っていた猫が危篤に陥っており、のび太がフー子を失う場面では、小原はフー子に愛猫の姿を重ねて号泣していたという。結局その猫は本映画の初日舞台挨拶の後に亡くなったことから、小原はのび太がフー子の最期に呼びかける姿は自分そのものだといい、本映画を『ドラえもん のび太の恐竜』と並んで印象深い作品だと語っている。
本作と次作『ドラえもん のび太のワンニャン時空伝』の主題歌は、映画上映までにTVシリーズで使われたエンディングテーマを選抜する形となっており（当初からTVシリーズと劇場版両方での使用を前提にしていたかは不明）、担当歌手が声優としても出演している（本作ではゆず）。
この作品より制作方式がセル画からデジタル彩色へ全面的に移行した。また、作画監督が『ドラえもん のび太の宇宙開拓史』以来担当し続けてきた富永貞義から渡辺歩へと交代となり、キャラクターのタッチも大きく変化した。渡辺は総作画監督を担当。作画監督は加来・金子・藤森・柳田の4人が担当している。なお、富永は併映作の『Pa-Pa-Pa ザ★ムービー パーマン』の作画監督を担当している。また、音響も本作からドルビーデジタル・サラウンドEXに更新されている。
公開当時、試写会用に間に合わせで作成された未完成版と、その後完成した正式版とが混同して全国で上映されていた。未完成版と正式版との違いが顕著に見られるのは、作品後半でストームが正体を現し飛行船に乗って後方へ退くシーン。正式版はハッチを閉めながら退くが、未完成版は編集ミスによりハッチが開いたまま退き、突然閉まるようになっている。
劇中で登場する巨大凧「ドラ・で・カイト」は、本作の公開を記念して実際に畳40畳分の巨大凧として製作され、東京武蔵野市の「武蔵野カイトフェスティバル」に参加して話題となった。
雑誌『藤子・F・不二雄★ワンダーランド ぼくドラえもん』の誌上で開催された特集記事「ドラえもんなんでもランキング 輝け! ドラデミー大賞」の映画部門ではベスト作品賞グランプリを受賞。

## あらすじ
台風一過の朝、のび太は台風の子供と出会い、フー子と名付けて可愛がる。
翌日、ドラえもん、のび太、しずか、フー子の4人は、どこでもドアで大草原に遊びに行き、そこで未開の地である風の村に行き着き、風の民であるテムジンたちと仲良くなった。スネ夫はフー子が自分の家の庭で産まれたことから、自分のものにしようとし、フーコに酷い目に遭わされたジャイアンを味方に付けて、やってくるが、ジャイアンはフー子と和解してしまう。
帰宅するドラえもん一行であったが、フー子を諦めきれないスネ夫に風の民と対立している嵐族の古代の長・ウランダーが憑依。乗っ取られたスネ夫は嵐族と共にフー子を奪おうとする。

## 舞台
風の民の村
風を操り風と共に生きる「風使い」と呼ばれる人々が暮す村。地形はチベットを、住民の服装はモンゴルを思わせる。険しい岩山と強い風により外界からほぼ隔絶された地域にあるため、その存在は知られていない。ただし外界との交流が全く無かったわけではなく、大航海時代には大きな帆船に必ず風使いが乗り込み、風を操って航海を助けていたという。
また、風を扱って生きる風の民の影響なのか、生物も独自の進化を遂げており、周辺には「風獣」という、風を利用して生きる動物が多数生息している。
マフーガ島
赤道付近に位置する島。赤珠と封印の剣が眠る。付近に赤道無風帯がある。島の中心には今にも噴火しそうな活火山がある。

## 声の出演
- ドラえもん - 大山のぶ代
- のび太 - 小原乃梨子
- スネ夫 - 肝付兼太
- しずか - 野村道子
- ジャイアン - たてかべ和也
- のび太のママ - 千々松幸子
- スネ夫のママ - 横尾まり
- ジャイアンの母 - 青木和代

## ゲストキャラクター

### 風の化身
フー子
声 - かないみか
黄色い玉から生まれたのび太を慕う台風の子供。暖かい空気が食料で冷たい空気が苦手。自分に触れた物が風で飛ばないようにひみつ道具の「フリーサイズぬいぐるみカメラ」で作ったぬいぐるみに入っている。その正体はマフーガを封印した時に分けられた三つの玉の一つである。最後は単身でマフーガに激突し、両者ともに消滅した。フー子の亡骸のぬいぐるみは、のび太の部屋の机に大切に保管されている。
フー子が入っているぬいぐるみの色は、コロコロコミック掲載の最初の予告では薄いピンク色だったが、その後オレンジ色へと変更された。
原典のフー子は未来世界の道具から産まれた意志を持った台風であり、作中のようにぬいぐるみに入れられたりはしていない。また日本に襲い来る大型台風とぶつかり合って消滅するという最期を迎えている。
ゴラド
青い玉から生まれたフー子と同じ風の子供でマフーガの一部。フー子とは対照的に凶暴な性格をしている。映画では名前は登場しない。
マフーガ
ウランダーの呪術により生み出され、はるか昔に封印された巨大な風の怪物。竜のような姿をしていて、超大型の台風を伴う。ウランダーの霊によってインド洋と思しき場所で復活する。

### 風の民
テムジン
声 - 愛河里花子
風の村に住む風使いの少年で、村の少年たちのリーダー的存在。ドラえもんたちと共に嵐族に立ち向かう。由来はチンギス・ハーンの幼名テムジンから。
スン
声 - 西原久美子
テムジンの妹。嵐族に襲われたところをドラえもんたちに助けられる。
テムジンとスンの母
声 - 山口奈々
トムジン、ヤムジン、クンジン
声 - 佐藤ゆうこ、北川悠仁、岩沢厚治
テムジンの友人達。名前はトムヤムクンから。
ゆずの北川と岩沢がゲスト出演している。
カンジン
声 - 秋元羊介
長老
声 - 穂積隆信
風の村の長老。風の民を率いて嵐族の野望に立ち向かう。

### 嵐族
ストーム
声 - 屋良有作
風の村の侵攻を企む嵐族の族長。マフーガを復活させるべく、フー子に秘められた力を狙っている。その正体は、22世紀から来た考古学者で真の黒幕である。ドラえもんが自分と同じ時代から来たことに気付き、ネズミの幻覚を見せて気絶したドラえもんから四次元ポケットを奪い、どこでもドアも破壊した。ウランダーにマフーガを復活させた後、彼を四次元ペットボトルに吸収させて始末し、マフーガに地上の全てを破壊させた後、自らの手で新世界を構築し、その王になることを目論む。しかし、マフーガがフー子に倒され、自身もタイムマシンで逃亡した所をテムジンと共に追ってきたジャイアン（漫画版ではドラえもん）の放った空気砲で撃墜され、最後はタイムパトロールに逮捕された。
嵐族
声 - 田中一成、高戸靖広、堀之紀、広瀬正志、小関一、稲葉実
ストームの手下たち。ウランダーに忠誠を誓っており、風の村を襲撃したり、マフーガを復活させようと協力する。その後、ストームに見捨てられるが、風の民に助けられ、マフーガを倒すべく苦戦するフー子に協力した。事件後は風の民と和解し、共に暮らしている。小柄の部下は宴会に酔っている際、ドラえもんの四次元ポケットを帽子と勘違いして被っている。
ウランダー
声 - 小林清志
嵐族の邪悪な呪術師だが、現在は実体を持たず霊魂の姿となっている。かつて風の民の長ノアジンの力で封印されたが、ストームの手により復活し、スネ夫の体を乗っ取る。その後、自らの手でマフーガを復活させるが用済みと見なしたストームの四次元ペットボトルに吸収されてしまった。事件後、嵐族は未だにスネ夫をウランダーと勘違いしていたが、漫画版ではスネ夫がそれを逆手にとって「これからは、風の民と仲良くするように」と命じた。

### その他
ヤーク
声 - 小林修
白い毛をしたヤクに似た生物で風の村では山神と崇められている。年齢は数千歳。相手の心に話すことができマフーガとフー子に纏わる伝承をのび太に語る。
タイムパトロール隊長
声 - 中庸助
TVアナウンサー
声 - 渡辺宜嗣（テレビ朝日アナウンサー〈当時〉）
オオカミ
風の民の村に生息する狼。復活したウランダーによって体を乗っ取られた。その後、スネ夫の体に乗り移られ姿を消すが、漫画版ではウランダーに引き連れられ風の民の村に戻る。

## 用語
ブンブン
見た目は木のおもちゃのようなものであり、紐の先に玉が付いている。これを振り回すことで風を操ることができる。
カゼスビー
布と木で作られた円盤状の乗り物。ブンブンで起こした風で浮かび上がらせる。
風弾ダーツ
ブンブンで起こした風の弾で的に当てるゲーム。的は鯉のぼりのような筒状の布。大人でも難しいと言われているが、テムジンは4発中全弾命中しており、のび太も4発中3発命中している。
マフーガの伝説
作中でヤークが語ったマフーガの伝承。はるか昔から風を利用して生活する風の民と風を使って世界を支配しようとする嵐族は対立していた。そして嵐族の呪術師ウランダーは自身の呪術を使いマフーガを生み出した。マフーガは40日間、暴れまわったが風の民の長ノアジンが封印の剣を持ってマフーガとウランダーに挑み遂にウランダーを倒しマフーガは三つに分断しそれぞれ赤色、青色、黄色の玉に閉じ込められた。そして青色と黄色い玉はウランダーの遺体と共に風の村に封じられ最も邪悪な赤い玉は竜の頭の形をした島（原作ではマフーガ島）に封印の剣によって封印された。その後、マフーガ復活の予言を記したペンダントが嵐族によって作られた。

## スタッフ
| 原作                               | 藤子・F・不二雄 |
| 脚本                               | 岸間信明 |
| 総作画監督                         | 渡辺歩 |
| 原作作画                           | 藤子プロ |
| 美術設定                           | 沼井信朗 |
| 美術監督                           | 清水としゆき |
| 撮影監督                           | 梅田俊之 |
| 編集                               | 岡安肇 小島俊彦 中葉由美子 村井秀明 川崎晃洋 三宅圭貴 |
| 録音監督                           | 浦上靖夫 |
| 音楽                               | 堀井勝美 |
| 効果                               | 庄司雅弘 |
| プロデューサー                     | 山田俊秀 木村純一 |
| 監督                               | 芝山努 |
| 演出                               | パクキョンスン |
| 作画監督                           | 加来哲郎 金子志津枝 藤森雅也 柳田義明 |
| 動画検査                           | 原鐵夫 江野沢由美 中峰ちとせ 中野恵美 長澤美奈子 江川陽司 |
| 色彩設計                           | 松谷早苗 稲村智子 |
| 色指定                             | 下浦亜弓 中島淑子 碓井彩子 |
| 仕上検査                           | 高木理恵 大浦聡子 都甲晃子 |
| 仕上担当                           | 野中幸子 |
| 特殊効果                           | 橋爪朋二 |
| 原画                               | 尾鷲英俊 丸山宏一 山森英司 大杉宜弘 柴田和子 小柳信行 山崎絵里 志田晴美 山崎猛 末吉裕一郎 池田和美 上野真理子 吉岡忍 篠原真紀子 大城勝 大久保修 松井理和子 鈴木大司 浅野文彰 六崎光幸 佐藤卓志 杉江敏治 粉川剛 赤城博昭 道旗義宣 田中敦子 青山浩行 矢野雄一郎 増田敏彦 赤城由高 長浜博史 村田耕一 川添博基 原田峰文 |
| 動画                               | 原佳寿美 高田小知代 村山健治 栗田智代 渡邊政治 萩野良明 中村季実代 大橋由巳 檜垣彰子 松尾美奈子 高津智子 端由美子 木透富子 植野千世子 定村ゆきな 村田道彦 河嶋明子 古川かおり 井上真希 丸本光徳 佐藤綾 棗田麻奈美 清原美枝 柴藤晃由 大川由美 大田美佳 東野伊佐子 染谷育実 遠藤江美子 小室和男 高橋美和 山崎健吾 原田美保 前花由利子 河合拓也 北山芳規 牧原亮太郎 古俣太一 峰岸裕子 木村真里 高橋耕治郎 水津なぎさ 濱田高行 後藤美幸 佐藤可奈子 谷平久美子 山浦由加利 矢野守彦 中里舞 菅原隆人 下平啓介 金子由紀江 中西雅美 板井寛幸 斉藤晋一郎 磯山陽美 江下典子 辻仁子 佐々木裕子 北沢康幸 上乃つぐ美 宮島建史 末広裕美子 関原美奈子 東和子 山下宗幸 岸野美智 藤あや子 田中立子 田代たか子 遠藤弘二 浅田清隆 吉田誠 大嶋清美 塩塚文史 田中裕介 小林正義 長島崇 松田章子 山西晃嗣 澤田裕美 |
| デジタルペイント                   | 中上真弓 胡恵美 宿谷葉子 川合靖美 田口真由美 津田幸恵 宮田佳奈 竹田明代 上羽あつ乃 北岡なな子 佐々木祥子 木村好子 小浦千代美 今泉ひとみ 西澤真里子 八尾裕美 相澤朝子 嶋智子 山森愛弓 一ノ瀬益美 栗林香織 石田奈世美 宮原奈都子 和田尋 南龍介 店崎小百合 笛吹康二 土屋透治 山本智子 あかほりくみこ 松本紀子 石川恵里子 長嶋さゆり 宮川淳子 市川幸彦 笠原義広 石黒瑠美 高橋信子 藤森美保 光石奈歩 |
| 仕上スキャン                       | 田中淑子 柴田邦浩 |
| デジタル特殊効果                   | 三浦里奈 |
| 基本設定                           | 川本征平 |
| 背景                               | 工藤剛一 野村可南子 磯淵千歌 江島浩一 渡邊美里 oka artana winaya surata sutara winta |
| 背景スキャン                       | SCAN屋 |
| コンポジット撮影                   | 福田寛 手塚千鶴子 松澤秀子 伊藤修一 市川智 花井延昌 桜井洋平 桶田一展 羽鳥貢 佐藤敬子 佐々木和宏 中村紀 |
| オープニング コンテ・演出 作画監督 | 藤森雅也 |
| CGI                                | つつみのりゆき |
| エンディング合成                   | 柏原健二 |
| 背景音楽録音                       | 内沼映二 |
| 背景音楽制作協力                   | サウンド・スタッフ クロスカンパニー |
| 音響制作                           | AUDIO PLANNING U |
| 音響制作デスク                     | 山口さやか 加藤知美 |
| 音響制作進行                       | 井澤基 鈴木紀子 |
| レコーディングスタジオ             | APU MEGURO STUDIO |
| 1stミキサー                        | 田中章喜 |
| 2ndミキサー                        | 田口信孝 |
| アシスタントミキサー               | 大城久典 内山敬章 山本寿 金子俊也 |
| 効果助手                           | 北方将実 (フィズサウンドクリエイション) |
| デジタル光学録音                   | 西尾昇 |
|                                    | ドルビーデジタル・サラウンドEX 一部上映館を除く |
| ドルビーフィルム・コンサルタント   | 河東努 森幹生 コンチネンタルファーイースト(株) |
| 現像                               | 東京現像所 |
| 掲載                               | 小学館の幼児誌・学年別学習雑誌 てれびくん 月刊コロコロコミック 別冊コロコロコミック |
| 原案協力                           | 小学館ドラえもんルーム |
| 宣伝協力                           | 小学館プロダクション |
| 風のともだち・イラストコンテスト   | てるちゃん 岡部友美 (福島県) にしあおむし 浅野光 (宮城県) トルネグルゾー 荻原望 (神奈川県) さくらちゃん 末吉八佳菜 (宮城県) むささびがめ 西田雄亮 (大阪府) とびうおけいさつたい 川端智也 (千葉県) バネへび 後藤聡美 (宮城県) うきのわぐま 平井尚太 (石川県) クーキセンボン 真辺省伍 (愛知県) ソニックモグラ 木村健人 (青森県) ウササビ 矢口明子 (東京都) |
| 協力                               | 京都アニメーション 亜細亜堂 テレコムアニメーションフィルム 夢弦館 OH! プロダクション スタジオ忙画社 アニメーションDo Ani Village アニメTORO TORO 無錫馬良動画有限公司 東京アニメーションセンター スタジオ・タージ アトリエ・ローク アニメフィルム ライトフット 岡安プロモーション |
| 文芸                               | 滝原弥生 |
| 制作事務                           | 杉野友紀 服部高弘 |
| 制作進行                           | 吉田成彦 外崎真 吉家康介 大橋永晴 村元克彦 上野弘泰 菅野淳之 |
| 制作デスク                         | 吉田有希 大金修一 |
| プロデューサー                     | 小倉久美 大澤正享 梶淳 濱田千佳 |
| 制作協力                           | 藤子プロ ADK |
| 制作                               | シンエイ動画 小学館 テレビ朝日 |
|                                    | ©藤子プロ・小学館・テレビ朝日 2003 |

## 主題歌
オープニングテーマ「ドラえもんのうた」
作詞 - 楠部工 / 作曲・編曲 - 菊池俊輔 / 歌 - 山野さと子（コロムビアミュージックエンタテインメント）
エンディングテーマ「またあえる日まで」
作詞 - アドベンチャーキャンプの子供たちと北川悠仁 / 作曲 - 北川悠仁 / 編曲 - 寺岡呼人・ゆず
歌 - ゆず（セーニャ・アンド・カンパニー）